# Felice Salina
Felice Salina (n. Pialtella Limito; 28 de julio de 1946),  fue un ciclista italiano, profesional entre 1969 y 1970.
Su único éxito deportivo lo logró en la Vuelta a España cuando obtuvo una victoria de etapa en la edición de 1969.